# Grangytterlav
Grangytterlav (Fuscopannaria ahlneri) är en lavart som först beskrevs av P. M. Jørg., och fick sitt nu gällande namn av P. M. Jørg. Grangytterlav ingår i släktet Fuscopannaria och familjen Pannariaceae.  Arten är reproducerande i Sverige. Inga underarter finns listade i Catalogue of Life.